# Robert III de Beaumont
Pour les articles homonymes, voir Robert III et Robert de Beaumont.
Robert (III) de Beaumont dit Blanches mains, ou Robert de Breteuil (vers 1130-1190), 3e comte de Leicester (1168-1190), fut un important baron anglo-normand, l'un des principaux partisans d'Henri le Jeune Roi lors de la révolte de 1173-1174, contre son père Henri II.

## Biographie

### Début de carrière
Il est le seul fils de Robert II de Beaumont dit le Bossu († 1168), 2e comte de Leicester et justicier d'Angleterre, et d'Amice de Montfort († vers 1168). Son père était un proche conseiller des rois Henri Ier Beauclerc, Étienne et Henri II, et un officieux vice-roi d'Angleterre, lors des absences d'Henri II. Son éducation est confiée à Hugues Barre, qui sera plus tard archidiacre de l'abbaye de Leicester. 
En 1153, Robert est en âge de prendre part aux événements du royaume. Au printemps, il est à Bristol accompagnant le duc de Normandie Henri Plantagenêt dans sa tournée à la rencontre de ses partisans dans les Midlands, et il le suit très probablement dans sa campagne de l'été. Le pouvoir du roi Étienne d'Angleterre va en déclinant, et Robert est aussi présent lors du traité de Wallingford, à la fin de l'année, qui met fin à la guerre civile. Il reçoit du duc une confirmation séparée de celle de son père pour les terres paternelles en Normandie, les honneurs de Breteuil et Pacy-sur-Eure. Après 1154, il semble administrer les domaines normands de la famille.

### Sous le règne d'HenriII
Le duc Henri monte sur le trône en 1154 sous le nom d'Henri II. Son père est en haute faveur royale, et Robert en bénéficie en recevant, avant 1159, le droit d'épouser Pétronille de Grandmesnil, l'héritière des domaines des Grandmesnil en Normandie et en Angleterre. Vers la fin des années 1150 et durant les années 1160, Robert est assez prospère pour entretenir sa propre Maison. Avant la mort de son père, il utilise un sceau montrant qu'il a adopté le toponyme de Breteuil. Son surnom de « Blanches-Mains » n'est pas attesté avant le XIVe siècle.
En mars 1163, il est présent à la signature du traité de Douvres avec le comte de Flandre. Son père meurt en 1168 et il lui succède en tant que comte de Leicester en avril. Robert a jusque-là été peu impliqué dans les affaires du royaume, et il a peu d'influence à la cour d'Henri II. Il est plutôt un homme de la Normandie, ce qui peut être la raison pour laquelle il s'entend bien avec les principaux barons du duché, dont notamment son cousin germain Robert II de Meulan, qui préfèrent Henri le Jeune, le fils du roi.
Quand la révolte du jeune Henri et de ses frères éclate en avril 1173, Robert se joint à eux. Il n'a absolument pas préparé ses châteaux pour la rébellion, et ceux-ci sont rapidement capturés par les troupes d'Henri II. Une armée royale s'empare de la ville de Leicester en juillet 1173, mais échoue à s'emparer du château. En septembre 1173, durant la conférence entre le roi et ses fils, il perd son sang froid et est empêcher d'attaquer le roi avec son épée. Le roi Louis VII de France, l'instigateur de cette rébellion, lui enjoint d'aller en Flandre recruter une armée de mercenaires et de traverser pour l'Angleterre.
Il débarque à Orwell, Suffolk, le 26 septembre 1173. Il allie ses forces celles de Hugues Bigot, le comte de Norfolk, et après avoir rançonné la région environnante, ils marchèrent vers l'ouest. Ils espéraient couper l'Angleterre en deux en rejoigant les rebelles des Midlands. Alors qu'ils assiègent le château de Haughley (Suffolk), les forces royales ont le temps de se rassembler et de marcher sur eux. Ils retournent alors vers Framlingham où se trouve le château principal du comte de Norfolk. Peu après arrive une nouvelle armée menée par Richard de Lucy, le justicier et Onfroy (III) de Bohun, et les deux comtes essaient de s'échapper de l'Est-Anglie.
Les deux camps s'affrontent le 16 octobre à Forham, près de Bury St Edmunds. L'armée royaliste est composée d'environ 300 chevaliers et renforcée par les maisons militaires des comtes de Gloucester, Cornouailles et Arundel. Les mercenaires flamands, incapables de contenir les assauts des chevaliers adverses, quittent le champ de bataille, et Robert et sa femme sont capturés.

### Fin de carrière
Le comte est retenu captif à la cour du roi en Normandie. À l'été 1174, ses châteaux de Leicester, Montsoreau  et Groby se rendent. Il est ensuite emprisonné à Caen, puis à Falaise, jusqu'à sa libération en janvier 1177. Le roi lui rend ses terres, mais entre-temps il a fait raser les châteaux de Leicester et Groby, et décide de garder le château de Montsoreau et le château de Pacy-sur-Epte pour son usage,. En Normandie, son château de Pacy aussi a été détruit, et il ne lui reste plus que celui de Breteuil.
Robert part en pèlerinage en Terre sainte en 1179, et ne revient probablement pas avant 1181. Lorsque les fils d'Henri II se révoltent à nouveau en 1183, le roi le fait arrêter lui et sa femme, et les garde dans des châteaux différents, l'un à Salisbury, l'autre à Bedford. Ils sont relâchés en 1184.
Robert eut peu d'influence pendant le reste du règne du roi, mais entre dans les faveurs de son fils et héritier, Richard Ier. Quand Richard monte sur le trône en 1189, Robert retrouve tout ce que Henri II lui avait confisqué. Il part pour la troisième croisade avec le roi, mais voyage séparément. Il meurt en Grèce à Durazzo (maintenant en Albanie) lors du voyage. Il est inhumé dans l'abbaye de Leicester.

## Famille et descendance
Il épousa Pernelle (ou Pétronille) († 1212), qui était soit une petite-fille ou une arrière-petite-fille d'Hugues de Grandmesnil, avant 1155. Ils eurent pour descendance connue :
- Guillaume († avant 1190) ;
- Robert de Breteuil dit FitzPernel († vers 1204), qui succéda à son père comme 4e comte de Leicester ;
- Roger, qui fut élu évêque de St Andrews et chancelier d'Écosse en 1189 ;
- Amicie († 1215), qui épousa Simon III de Montfort, et dont le fils Simon devint le 5e comte de Leicester. Elle se fit appeler comtesse de Leicester à la mort de Robert. Elle épousa plus tard Guillaume II des Barres[4];
- Marguerite († 1235), qui épousa Saer de Quincy , plus tard 1er comte de Winchester ;
- Hawise (Agnès), qui devint nonne à Nuneaton ;
- Pernelle.

### Sources
- David Crouch, « Breteuil, Robert de, third earl of Leicester (c.1130–1190) », Oxford Dictionary of National Biography, Oxford University Press, 2004.
- (en) Généalogie des comtes de Leicester sur Medieval Lands.